# العلاقات الصومالية الرومانية
العلاقات الصومالية الرومانية هي العلاقات الثنائية التي تجمع بين الصومال ورومانيا.

## مقارنة بين البلدين
هذه مقارنة عامة ومرجعية للدولتين:
| وجه المقارنة                                              | الصومال                        | رومانيا                                                                               |
| --------------------------------------------------------- | ------------------------------ | ------------------------------------------------------------------------------------- |
| المساحة (كم2)                                             | 637.66 ألف                     | 238.40 ألف                                                                            |
| عدد السكان (نسمة)                                         | 14.74 مليون                    | 19.59 مليون                                                                           |
| الكثافة السكانية (ن./كم²)                                 | 23.12                          | 82.17                                                                                 |
| العاصمة                                                   | مقديشو                         | بوخارست                                                                               |
| اللغة الرسمية                                             | اللغة الصومالية، اللغة العربية | اللغة الرومانية                                                                       |
| العملة                                                    | شلن صومالي                     | ليو روماني                                                                            |
| الناتج المحلي الإجمالي (بليون دولار)                      | 7.37 مليار                     | 211.80 مليار                                                                          |
| الناتج المحلي الإجمالي (تعادل القوة الشرائية) بليون دولار |                                | 465.56 مليار                                                                          |
| الناتج المحلي الإجمالي الاسمي للفرد دولار أمريكي          | 549                            | 9.47 ألف                                                                              |
| الناتج المحلي الإجمالي للفرد دولار أمريكي                 |                                | 23.63 ألف                                                                             |
| مؤشر التنمية البشرية                                      |                                | 0.793                                                                                 |
| رمز المكالمات الدولي                                      | +252                           | +40                                                                                   |
| رمز الإنترنت                                              | .so                            | .ro                                                                                   |
| المنطقة الزمنية                                           | ت ع م+03:00                    | ت ع م+02:00، ت ع م+03:00، أوروبا/بوخارست ‏، توقيت شرق أوروبا، توقيت شرق أوروبا الصيفي ‏ |

## منظمات دولية مشتركة
يشترك البلدان في عضوية مجموعة من المنظمات الدولية، منها:
| علم المنظمة | اسم المنظمة                               | تاريخ انضمام الصومال | تاريخ انضمام رومانيا |
| ----------- | ----------------------------------------- | -------------------- | -------------------- |
|             | مؤسسة التنمية الدولية                     | 31 أغسطس 1962        | 12 أبريل 2014        |
|             | مؤسسة التمويل الدولية                     | 31 أغسطس 1962        | 23 سبتمبر 1990       |
|             | منظمة حظر الأسلحة الكيميائية              | ?                    | ?                    |
|             | الأمم المتحدة                             | 20 سبتمبر 1960       | 14 ديسمبر 1955       |
|             | الاتحاد الدولي للاتصالات                  | 28 سبتمبر 1962       | 9 فبراير 1866        |
|             | منظمة الشرطة الجنائية الدولية             | ?                    | ?                    |
|             | البنك الدولي للإنشاء والتعمير             | 31 أغسطس 1962        | 15 ديسمبر 1972       |
|             | الاتحاد البريدي العالمي                   | ?                    | ?                    |
|             | المركز الدولي لتسوية المنازعات الاستشارية | 30 مارس 1968         | 12 أكتوبر 1975       |
|             | يونسكو                                    | 15 نوفمبر 1960       | 27 يوليو 1956        |
|             | الفريق المعني برصد الأرض                  | ?                    | ?                    |

## وصلات خارجية
- موقع وزارة الخارجية الصومالية
- موقع وزارة الخارجية الرومانية